# Mesnil-Saint-Georges
Mesnil-Saint-Georges là một xã ở tỉnh Somme, vùng Hauts-de-France, Pháp.

## Địa lý
Thị trấn này tọa lạc trên đường D930, khoảng 15 dặm Anh về phía đông nam của Amiens, gần với chỗ giáp ranh với tỉnh Oise.

## Dân số
| 1962                                                           | 1968 | 1975 | 1982 | 1990 | 1999 |
| -------------------------------------------------------------- | ---- | ---- | ---- | ---- | ---- |
| 115                                                            | 133  | 144  | 120  | 137  | 147  |
| Số liệu điều tra dân số từ năm 1962, dân số không tính hai lần |      |      |      |      |      |